# Brachystelma minor
Brachystelma minor är en oleanderväxtart som beskrevs av Eileen Adelaide Bruce. Brachystelma minor ingår i släktet Brachystelma och familjen oleanderväxter. Inga underarter finns listade i Catalogue of Life.